# Règul de Reims
Rieul de Reims esmentat també com Reol o Règul (+ 695) fou un sant segle VII. Es va casar amb Amatilda, filla de Khilderic II rei de França de la dinastia dels merovingis al que va donar diversos fills (el nombre exacte no és conegut).
En quedar-se vidu va entrar a l'abadia benedictina d'Hautvillers el 662. Successor de sant Nivard a la seu episcopal de Reims el 669, fou un bon bisbe de Reims durant 26 anys i va afavorir el monaquisme per evangelitzar els camps.
Va fundar l'abadia d'Orbais-l'Abbaye. La seva festa és el 3 de setembre.